# Hannes Sköld
Johannes (Hannes) Evelinus Sköld, född 20 september 1886 i Västerlövsta socken, Västmanlands län, död 14 september 1930 i Höör, Malmöhus län, var en svensk språkforskare, författare och socialist. Han var bror till konstnären Otte Sköld och far till författaren Bo Sköld.

## Biografi
Skölds föräldrar var missionärerna Johan Sköld och Eva Charlotta Eriksdotter. Som missionärsson växte Sköld delvis upp i Kina, men kom 1897 till Norrköping och blev där barndomsvän med Ture Nerman. Sköld flyttade till Göteborg efter studenten och blev 1907 fil. kand. vid Göteborgs högskola. Efter flytt till Lund blev han 1916 fil. lic. vid Lunds universitet, och 1922 fil. dr på en avhandling om accentförskjutning i den štokaviska dialekten inom serbokroatiskan. Samma år förordnades han till docent i slaviska språk och jämförande språkforskning, en tjänst som han 1926 bytte mot en docentur i jämförande indoeuropeisk språkvetenskap. 
Inom lingvistiken specialiserade han sig på gränsförskjutningar mellan olika språkfamiljer, och genomförde 1928 en forskningsresa till Pamir för att undersöka äldre persiska dialekter. År 1929 tillträdde han en tjänst som tillförordnad professor vid Lunds universitet; av de sakkunniga förordades han till tjänsten som ordinarie professor, men universitetet ansåg trots detta att hans kompetens inte kunde styrkas. Detta ledde till en debatt kring huruvida den egentliga grunden till beslutet var Skölds politiska aktiviteter och ställningstaganden, ett ärende som ännu inte hade avgjorts vid hans död 1930.
Vid sidan av sina vetenskapliga studier verkade han även som socialistisk agitator och journalist; redan i Göteborg hade han lärt känna Zeth Höglund, och blev liksom denne aktiv i arbetarrörelsen som vänstersocialist. När Socialdemokratiska arbetarpartiet splittrades 1917 följde han Höglunds vänstersocialistiska gren, som kom att bilda Sveriges socialdemokratiska vänsterparti, och blev snart kommunist. Han reste till Ryssland efter oktoberrevolutionen 1917, och fick en tjänst vid svenska generalkonsulatet i Moskva som varade till 1918. Sköld var 1921 medgrundare av Svenska Clartéförbundet och redaktör för tidskriften Clarté 1924–1926. Under en period fungerade han också som Clartéförbundets ordförande.
Han gav ut sin första bok 1911, diktsamlingen Sånger om strid och kärlek, på eget förlag. Sköld dömdes samma år till fängelse för antimilitaristisk propaganda och avtjänade straffet på Långholmens fängelse. Där skrev han sin andra bok, Gallersånger (1911). Bland hans mer populära texter kan nämnas ”Första maj”, som fortfarande tillhör de mest sjungna förstamajsångerna i svensk arbetarrörelse. 
I ungdomen reste Hannes Sköld mycket runt i Europa och verkade som korrespondent för olika tidningar, bland annat i Paris och Köpenhamn. Han behärskade flera europeiska och asiatiska språk, och översatte bland annat August Bebels memoarer samt skrev flera vetenskapliga verk på tyska och engelska. Han hade goda kontakter med flera ryska revolutionärer som vistades i Sverige i exil, och tjänstgjorde som tolk åt Alexandra Kollontaj då hon 1912 genomförde en föredragsturné genom Sverige. Han medarbetade i flera olika socialdemokratiska tidningar samt i Göteborgs Handels- och Sjöfartstidning.
Sköld gifte sig 1918 med Nancy Nilsson (född 1892).